# 愛媛県立北宇和高等学校三間分校
愛媛県立北宇和高等学校三間分校（えひめけんりつ きたうわこうとうがっこうみまぶんこう）は、愛媛県宇和島市にある高等学校である。

## 学科
- 普通科
- 農業機械科（農業に関する学科）
  - I類型 機械工作類型
  - II類型 福祉機械類型

## 校訓
自律・清純・友愛

## 沿革
- 1948年（昭和23年）
  - 9月1日 - 県立三間高等学校（定時制独立校）設置認可。定員普通科120人。
  - 10月26日 - 開校。普通科71人（うち女子20人）、農業科52人が入学[2]。
- 1950年（昭和25年） - 県の定時制教育実験校に指定。
- 1951年（昭和26年）3月1日 - 農業科の認可。定員普通科150人、農業科150人。
- 1958年（昭和33年）
  - 2月3日 - 全日制に切り替え。農業科廃止、家庭科新設認可。
  - 4月1日 - 全日制高校として発足。定員普通科300人、家庭科150人。
- 1960年（昭和35年）
  - 2月4日 - 家庭科廃止認可。
  - 4月1日 - 普通科のみとなる。定員135人。
- 1961年（昭和36年） - 定員100人。
- 1962年（昭和37年） 
  - 1月13日 - 農業機械科認可。
  - 4月1日 - 定員普通科80人、農業機械科40人。
- 1963年（昭和38年）4月1日 - 定員普通科100人、農業機械科40人。
- 1967年（昭和42年）2月3日 - 定員普通科96人、農業機械科40人。
- 1968年（昭和43年）1月26日 - 定員普通科46人、農業機械科40人。
- 1969年（昭和44年）2月4日 - 定員普通科45人、農業機械科40人。
- 1996年（平成8年）4月1日 - 定員普通科40人、農業機械科40人。
- 2011年（平成23年）4月1日 - 定員普通科30人、農業機械科40人。
- 2021年（令和3年）4月1日 - 分校化して愛媛県立北宇和高等学校三間分校となる。
- 2027年（令和9年） - 北宇和高等学校と統合予定。[3]

## 出身者
- 林家源平 - 落語家、俳優